# Distrikt San Luis (San Pablo)
Der Distrikt San Luis liegt in der Provinz San Pablo in der Region Cajamarca im Norden Perus. Der Distrikt wurde am 11. Dezember 1981 gegründet. Er besitzt eine Fläche von 42,8 km². Beim Zensus 2017 wurden 998 Einwohner gezählt. Im Jahr 1993 lag die Einwohnerzahl bei 1803, im Jahr 2007 bei 1406. Sitz der Distriktverwaltung ist die 1378 m hoch gelegene Ortschaft San Luis (oder San Luis Grande) mit 213 Einwohnern (Stand 2017). San Luis befindet sich knapp 7 km südwestlich der Provinzhauptstadt San Pablo.

## Geographische Lage
Der Distrikt San Luis befindet sich in der peruanischen Westkordillere im Südwesten der Provinz San Pablo. Entlang der westlichen Distriktgrenze fließt der Río San Miguel (auch Río Puclush) nach Süden und mündet unweit der südlichen Distriktgrenze in den nach Westen fließenden Río Jequetepeque. Ein Höhenkamm begrenzt das Areal im Nordosten, im Osten und im Südosten.
Der Distrikt San Luis grenzt im Westen an den Distrikt San Miguel (Provinz San Miguel), im Nordosten an den Distrikt San Pablo sowie im Osten und im Südosten an den Distrikt San Bernardino.